# Caballero Negro (Dane Whitman)
Dane Whitman, conocido como el Caballero Negro, es un superhéroe Británico que aparece en los cómics estadounidenses publicados por Marvel Comics. Creado por el escritor Roy Thomas y el artista John Buscema, el personaje apareció por primera vez en The Avengers #47 (diciembre de 1967).Dane Whitman es el tercer personaje que utiliza el nombre en clave de Caballero Negro.El es descendiente del Caballero Negro original y es sobrino del supervillano Caballero Negro. El heredó una espada mística que llevaba una maldición y tomó el nombre del Caballero Negro para ayudar a restaurar el honor. Ha sido miembro de Los Vengadores durante mucho tiempo en varias encarnaciones, así como de Los Defensores, Ultrafuerza, Héroes de Alquiler y MI-13.
El personaje fue presentado en una miniserie de cuatro números en 1990 y un one shot en 1996 y 2007. A partir de 2015, Dane fue el personaje principal de la serie continua de Marvel Comics All-New, All-Different Marvel, la primera serie en curso en presentar a Dane Whitman como el personaje principal.
Dane Whitman debutó también en la película del Universo Cinematográfico de Marvel para Eternals (2021) sin traje, interpretado por Kit Harington y aparecerá para Blade (2025) por una voz quien no esta declarada.

## Historia de publicación
Después de su introducción, Dane Whitman se convirtió en un personaje recurrente en el cómic del equipo de superhéroes Los Vengadores, con su primera historia en solitario que aparece poco después en el título de antología Marvel Super-Heroes #17 (Nov. 1968). De 1979 a 1980, el Caballero Negro también apareció en el tomo de blanco y negro en el cómic Marvel UK Hulk Weekly, donde aparición iba a ser la más duradera del material británico del cómic, que aparece en la mayoría de los 63 volúmenes del título. Fue escrito por Steve Parkhouse con arte de Paul Neary y John Stokes. También apareció en su propia miniserie Black Knight #1–4 (jun-sept. 1990.) por los escritores marido y mujer Roy y Dann Thomas y los artistas Tony DeZuniga y Rich Buckler. Esto fue seguido por el one-shot Black Knight: Exodus #1 (dic. 1996), por el escritor Ben Raab y el dibujante Jimmy Cheung.
El cocreador Roy Thomas comentó sobre la concepción del personaje: "The Black Knight era una combinación, visualmente, del Caballero Negro que Stan Lee y Joe Maneely crearon a mediados de la década de 1950, con el concepto que Stan Lee y Jack Kirby habían creado como un villano de ese nombre, completo con caballo alado, en Los Vengadores. También había un poco de homenaje a un héroe de DC que me gustaba en la década de 1940, Shining Knight. No debería haber llamado a su caballo Aragorn, aunque. Ni siquiera era un gran admirador de El Señor de los Anillos. John Buscema, estaba programado para ser el artista de la historia que introdujo a Dane Whitman vestido con el traje de Caballero Negro en LOS VENGADORES, pero terminó siendo una temporada como invitado de George Tuska cuando Stan Lee sacó a John del libro en un número para hacer otra cosa. Fuimos John Verpoorten y yo los que diseñamos el vestuario".
Él y otros personajes de Marvel fueron llevados al sello Ultraverso de corta duración. El Caballero Negro apareció en los volúmenes 1 y 2 del libro del equipo de Ultrafuerza y títulos relacionados en 1995-96. Luego, el personaje pasó a formar parte de los equipos: Heroes for Hire (1997), Excalibur (2003), MI 13 (2008) y Euroforce.
En julio de 2015, se anunció que Frank Tieri y Luca Pizzari lanzaría una nueva serie como parte del relanzamiento post-Guerras Secretas. Esta serie presenta a Whitman como el gobernador de Nueva Avalon, un reino que ha reclamado en la realidad conocida como Weirdworld. La serie en curso fue cancelada con el número 5 en el año 2016, ya que Marvel no estaba feliz con sus ventas. El guionista de la serie, Frank Tieri, ahora considera que es una serie limitada independiente y expresó sus sentimientos sobre cortar la serie. El Caballero Negro es notable, ya que es el primero en toda la serie en ser cancelado.

## Biografía del personaje ficticio

### Primeros años
Dane Whitman nació en Londres, Inglaterra y es más conocido como el Caballero Negro actual, continuando un legado que comenzó en la Inglaterra medieval. El primer Caballero Negro, el ancestro de Whitman, Sir Percy de Scandia, vivió durante el reinado del rey Arturo. El asesinato de Percy a manos de su némesis Modred comenzó una cadena de sucesores, todos ellos descendientes de Percy.
Fue revivido por el tío de Whitman, Nathan Garrett, que se convirtió en el supervillano Caballero Negro II. Después de ser herido de muerte durante una batalla con Iron Man, escapó a su finca, convocó a su sobrino para confesar sus crímenes, y le pidió restaurar el honor de su herencia familiar y expiar las faltas de Garrett, dándole a Whitman las armas que usó por crimen.

### Los Vengadores
Whitman se convirtió en el Caballero Negro, creando a Aragorn como su montura. Durante su primera salida, fue confundido con su tío y atacado por Los Vengadores, a pesar de que al final se dieron cuenta de su error. Más tarde, se infiltró en los Amos del Mal, demostrando su valía a los Vengadores, que le ofrecieron membresía provisional. Poco después, heredó el Castillo Garrett y viajó a Inglaterra. Se encontró con el espíritu de Sir Percy de Scandia allí y recibió la Espada Ébano. Luego se encontró con el Doctor Extraño, y ayudó a combatir la amenaza extradimensional Tiboro.
Cuando aún era un vengador provisional, ayudó a derrotar a Kang el Conquistador, que recibió el poder de la muerte sobre los Vengadores por el Gran Maestro como premio por ganar un juego reciente. Desde que Whitman no era un vengador en totalidad, Kang no tenía poder sobre él, y así Whitman fue capaz de derrotarlo con relativa facilidad. Whitman se unió oficialmente a los Vengadores en reconocimiento de su ayuda. Más tarde, la Espada de Ébano fue utilizada por el dios de la guerra olímpico Ares, para apagar la Llama de Prometeo y convertir a la mayoría de los olímpicos en cristal. El Caballero Negro viajó al Olimpo con otros miembros y ayudó a derrotar a Ares.

### Los Defensores y el Capitán Britania
Whitman fue de los primeros miembros de Los Defensores. También se convirtió en la primera baja del equipo después de besar a la Encantadora - petrificándolo. Su espíritu fue atraído al siglo XII por el brujo Amergin el Druida, y tomó posesión espiritual de su antepasado, el cruzado Sir Eobar Garrington hasta que Garrington murió debido al Ojo Malvado. Mientras tanto, Whitman decidió quedarse en el siglo XII y fue atendido por la Defensora Valquiria. Whitman luego combatió contra Fomor, junto a los Vengadores que viajan en el tiempo. Luego emplea al Ojo Malvado para sellar el portal entre la Tierra y Avalon. Whitman regresó al siglo XX y su cuerpo original fue restaurado. Estaba acompañado por un regalo de Amergin: un caballo alado negro llamado Valinor, llamado así por el lugar ficticio de ese nombre. Algún tiempo después Merlyn envió a Whitman para localizar al héroe perdido Capitán Britania y, con su ayuda, viajan al Otro Mundo para salvar Camelot. Ambos héroes fueron secuestrados brevemente por el Gran Maestro para participar en el Concurso de los Campeones original.

### La maldición de sangre
Whitman descubrió que la Espada de Ébano estaba maldita: cada vez que mataba, conducía a su usuario más cerca de la locura. Whitman liberó el espíritu de Sir Percy desde el plano terrenal, purgando la maldición de sangre de la espada. Whitman reanudó el servicio activo con los Vengadores,ayudando a sus compañeras de equipo Avispa y Capitana Marvel a experimentar con sus poderes, y lucha contra la cuarta versión de los Maestros del Mal cuando invaden la Mansión de los Vengadores.
Cuando Namor usó la espada para matar a su esposa Marrina, que se había convertido en un monstruo, se reavivó la maldición de sangre. La maldición comenzó a transformar el cuerpo de Whitman en el mismo metal místico que el de la espada. Fue obligado a ponerse un exo-esqueleto cuando la parálisis progresiva de la maldición comenzó a afectar su movilidad. También mostró signos de inestabilidad mental. En definitiva, la maldición de sangre llegó a ser tan virulenta, que mataría a cualquiera que toque al Caballero Negro.Después de que los Vengadores se disolvieron, Whitman se unió a Thor para defender Asgard de una invasión del dios egipcio Seth. Después de la batalla, la maldición convirtió al Caballero Negro en una estatua de piedra nuevamente.Los Vengadores llevan la estatua al castillo del caballero en Inglaterra, bajo el cuidado de Lady Victoria Bentley, una vieja amiga de Whitman. Después de que Lady Victoria intenta un hechizo en la estatua, Sir Percy toma posesión del cuerpo de Whitman para detener la maldición de sangre. El toma a un joven irlandés llamado Sean Dolan como su escudero.Juntos van a la casa del Doctor Extraño para pedir ayuda en la batalla contra Morgan le Fay y Mordred, quienes pretendían regresar al mundo físico usando el antiguo castillo de Morgan en Irlanda. La bruja convocó al demonio Balor, pero los héroes son rescatados por Valquiria (convocada por Victoria Bentley).Después de desterrar a los villanos, el espíritu de Sir Percy se fusiona con la Espada de Ébano, cancelando la maldición y devolviendo a Whitman a su estado normal. El Caballero Negro comienza una relación con Victoria Bentley y mantiene a Sean Dolan como su escudero.

### Sersi y la Saga de los Recolectores
Después de reincorporarse a los Vengadores, Whitman es un miembro importante del equipo. En este tiempo, desarrolla un arma que proyecta una vaina de energía similar a una espada como reemplazo de su Espada de Ébano.El Caballero Negro está involucrado en el ataque de los Vengadores al Imperio Kree durante la Operación Tormenta Galáctica, formando parte del equipo que fue al mundo capital en Hala. Al final de la misión, atormentado por el genocidio infligido por la Inteligencia Suprema Kree a su propia gente, él y otros Vengadores siguen a Iron Man para matar a la entidad. El Caballero Negro es el que asestó el golpe mortal a la Inteligencia Suprema.
El Capitán América abandona a los Vengadores debido a estos eventos, y el Caballero Negro finalmente se convierte en el líder de campo de facto de los Vengadores. Durante este tiempo, se involucra románticamente con su compañera de equipo Sersi (de los Eternos), pero también se siente atraído por Crystal, una de las familias reales de los Inhumanos. Los Vengadores son atacados numerosas veces por versiones alternativas de ellos mismos, llamadas los Recolectores, liderados por el misterioso Proctor.La relación entre el Caballero Negro y Sersi pronto se ve sometida a tensión, ya que Sersi demuestra ser cada vez más inestable y más agresiva, por lo que cuando los Vengadores viajan al planeta Polemachus y el tirano Anskar mata a una niña inocente, Sersi lo mata de inmediato.Sus compañeros Eternos, liderados por Ikaris, visitan a los Vengadores y les dicen que Sersi fue afectada por el Mahd W'yry, una enfermedad incurable. En un intento de estabilizarla, y porque ella lo pidió, Ikaris vincula mentalmente a Sersi y Whitman con un proceso llamado "Gann Josin", pero esto no hace mucho para frenar la enfermedad, en gran parte debido al resentimiento de Whitman por tener el vínculo impuesto sobre él, y que había llegado a la conclusión de que era Crystal a quien amaba. Con el vínculo, el Caballero Negro adquirió más fuerza, ojos rojos y una conexión mental íntima con Sersi.
Mientras tanto, la Espada de Ébano llega a manos de Sean Dolan, "escudero" del Caballero Negro; él se enoja por el abandono de Whitman a Lady Victoria y se transforma en Bloodwraith cuando no pudo soportar la maldición de la espada.En una pelea de tres hombres con el Caballero Negro y Deadpool, Bloodwraith mata accidentalmente a Lady Victoria.
La salud mental de Sersi empeora con el tiempo. Cuando la incriminan por el asesinato de dos policías, Sersi se vuelve completamente loca, destruyendo la mansión de los Vengadores y huyendo al Puente de Brooklyn. Ella usó el vínculo de Gann Josin para llamar a Whitman para que la ayudara y luchan contra los Vengadores juntos, hasta que la vista de ella atacando a Crystal le permite al Caballero Negro romper el control de Gann Josin sobre él temporalmente.Luego se revela que fue Proctor quien causó la enfermedad de Mahd W'yry en Sersi. Whitman también descubre que Proctor es una contraparte de sí mismo en un universo alternativo.Habiendo sido rechazado por su propia Sersi y retorcido por Gann Josin y la maldición de su Espada de Ébano, Proctor ahora viaja por el multiverso con la ayuda de los Recolectores y un Vigilante capturado llamado Ute en una misión para matar a los Sersi de cada realidad. Finalmente, en la batalla de los Vengadores contra los Recolectores, Sersi mata a Proctor con su propia Espada de Ébano, pero aún sufre la locura que Proctor le inculcó. Ute, mortalmente herido, usa lo último de su poder para crear una puerta de entrada a otro universo donde Sersi podría liberarse de la locura y recuperar su mente. Whitman decide irse con ella, en parte porque no quiere interponerse entre Crystal y su esposo Quicksilver y en parte porque se siente responsable de lo que le sucedió a Sersi.

### Ultrafuerza y Exodo
La pareja es transportada al Ultraverso (hogar de los personajes de Malibu Comics). Ellos se separan y el Caballero Negro llega a la Miami Beach de este universo. Aquí conoce a los jóvenes héroes Prime y Prototipo, miembros de un equipo de superhéroes local llamado Ultrafuerza. Whitman los impresiona y les cuenta su historia. El se convierte en miembro de Ultrafuerza y comienza la búsqueda de Sersi.Después de ser engañado por el dios Loki, Whitman se encuentra con Sersi nuevamente, pero ella estaba poseída por la séptima Gema del Infinito, la gema del Ego y lo atacó. Cuando se acercó a ella, ella lo reconoció y se detuvo. Sin embargo, ella todavía estaba siendo controlada por la gema del Ego y lo capturó a él y a Ultrafuerza para Loki. Caballero Negro y el resto del equipo escaparon.En una disputa entre Loki y el Gran Maestro por la posesión de las Gemas del Infinito, los héroes de Ultraforce se enfrentaron a sus homólogos de la Tierra-616: Los Vengadores. El Caballero Negro quedó como comodín en la competencia. Loki ganó, pero cuando las seis gemas originales se reunieron, el poder consciente combinado de las gemas se reveló como la entidad Némesis.La entidad comenzó a crear una realidad mixta cuando combinó elementos de Ultraverso y Marvel. Ambos equipos unieron fuerzas contra Némesis y El Caballero Negro asestó un golpe a Némesis con una Espada de Ébano Nazi que dispersó las Gemas del Infinito.Debido a esto, el Ultraverso se vio afectado por un evento de deformación de la realidad llamado Septiembre Negro, después del cual Dane Whitman se convirtió en el líder de Ultrafuerza.Como líder, Dane Whitman puso a Ultrafuerza en línea, adoptando nuevos métodos, trayendo nuevos miembros, manejando el equipo y teniendo una tensión romántica con su compañera Topaz
Después de varias aventuras con Ultrafuerza, el Caballero Negro y otros héroes de Ultraverso lucharon contra un robot alienígena, Maxis.Inmediatamente después de derrotar al robot, la armada de los alienígenas Tulkan atacó Nueva York con su poderosa élite. Whitman lideró la victoria contra los alienígenas. Después de la huida de los Tulkans, el robot Maxis se vuelve más benévolo y crea un portal interdimensional. Whitman regresó a la Tierra-616 con otros exiliados a través de este portal.
Él y Sersi se reúnen brevemente para regresar al Universo Marvel, pero algo sale mal en el camino. En lugar de regresar al presente del universo Marvel, terminan en el siglo XII y Whitman una vez más encuentra su espíritu en el cuerpo de Sir Eobar Garrington. Sin embargo, su conciencia está enterrada bajo la de Garrington, y Sersi se ve obligada a pasar el alma de Garrington al siguiente plano (con su permiso) para restaurar la conciencia de Whitman. Whitman se ve envuelto en un conflicto con el malvado mutante Apocalipsis junto con el mejor amigo de su antepasado, Bennet du Paris, el mutante que más tarde se convertiría en Éxodo. Apocalipsis intenta que du Paris mate a su amigo, pero du Paris se niega. Al juzgarlo débil, Apocalipsis pone a du Paris en un estado de animación suspendida. Por respeto a la amistad de su antepasado con du Paris, Whitman organiza una orden de caballeros para proteger el cuerpo de du Paris, lo que hacen a lo largo de los siglos hasta que es encontrado y revivido por Magneto. Sersi crea otro portal, esta vez al período de tiempo correcto, y ella y Whitman parten del siglo XII.

### Héroes de Alquiler
Whitman y Sersi de alguna manera fueron separados en tránsito, que rompió su vínculo Gann Josin. Whitman se encontró de nuevo en Nueva York en el momento adecuado, pero sin Sersi. Pronto recibió otro golpe cuando supo que los Vengadores y la mayoría de los otros héroes principales aparentemente habían perecido en la batalla con Onslaught, mientras él se había ido, incluida Crystal. Whitman luego descubrió que la Dama del Lago le había seleccionado como el Pendragon de su era. Ella le otorgó nuevos equipos místicos de Avalon: una armadura, el caballo volador encantado Strider, el Escudo de la Noche, que absorbe la energía, y la Espada de la Luz, que devuelve esa energía en forma de proyectiles.
El Caballero recién empoderado ayudó a los Héroes de Alquiler a derrotar a Nitro, y luego aceptó la oferta de Puño de Hierro de unirse al recién formado equipo (debido principalmente a su preocupación por su excompañero y amigo Hércules, que había estado bebiendo mucho por el dolor de la muerte de los Vengadores). Whitman al final supo lo que le pasó a Sersi cuando volvió a aparecer pidiendo ayuda para derrotar a otro de los planes nefastos de su viejo enemigo Ghaur. Más tarde, los Héroes de Alquiler se encontraron en medio de un conflicto importante en la ciudad de Wundagore del Alto Evolucionador.Durante este tiempo, Whitman volvió a luchar con Quicksilver por el afecto de la Inhumana Crystal, pero ella los rechazó a ambos.El Caballero Negro deja a Héroes de Alquiler para ayudar a los Caballeros de Wundagore junto con Quicksilver y luego regresa a los Vengadores cuando expanden su lista para incluir equipos satélite en todo el mundo. Whitman es enviado a la frontera de Slorenian, donde Bloodwraith ha usado la Espada de Ébano para absorber las almas de toda la población después de que hayan sido asesinadas por el androide Ultron. Después del arco de la "Guerra Kang", los Vengadores disuelven estos equipos globales.

### Nueva Excalibur
Whitman reapareció en Nueva Excalibur a mitad del 2000. Se ha abierto un museo en Inglaterra recapitulando los Caballeros Negros que han existido a lo largo de la historia. Whitman descubrió recientemente que sir Percy no era el Caballero Negro original, sino los ocho hombres que empuñaron la Espada de Ébano antes. La Espada de Ébano sin embargo corrompió a estos hombres, y Sir Percy se consideró suficiente noble para manejar la espada. También en este tiempo, Merlín dijo a Whitman que no debe destruir la Espada como previamente había dicho que haría. No está claro si tiene acceso a su equipo avaloniana en la actualidad. En New Excalibur, Whitman fue invitado a unirse al equipo, pero después de la segunda aventura con ellos se niega ya que cree que su Espada Ébano no es la real y necesita encontrar la original.

### MI: 13
Whitman volvió a unirse a MI-13 como parte del crossover Invasión Secreta.Estaba armado por lo que creía que era la Espada de Ébano, que le animó fuertemente a matar, pero más tarde se reveló que era una copia creada por Drácula; esta copia poseía una inteligencia y se alimentaba de sangre. Dane también se reveló que tenía un corazón de piedra literal, dado a él por Sersi para mantenerlo "por encima de todo" y no involucrarse.
Dane combatió las fuerzas Skrull en Londres, mostrando una nueva personalidad informal y ocurrente (una defensa deliberada contra las sugerencias de la "Espada de Ébano"), y rápidamente se enlazó con la médica Faiza Hussain, con quien parece tener tensiones románticas. Después de la guerra Skrull, él la hizo su escudera.
Después de descubrir que no tenía la verdadera Espada de Ébano, él va a Wakanda y recuperó la verdadera espada. Todavía conserva la espada falsa, vampírica.Tras recuperar la espada, Whitman ayuda al equipo en la lucha contra los vampiros que querían invadir Bretaña. Al final, él comienza una relación con Faiza Hussain.

### Original Sin
Durante los eventos de Original Sin, una historiadora llamada Rebecca Stevens supo que Whitman había atacado violentamente y casi mató a una nueva versión de Acero Salvaje debido a la influencia de la Espada de Ébano. Rebecca le rogó entregar la espada a S.H.I.E.L.D. o los Vengadores, razonando que su sed de sangre lo estaba volviendo loco, pero Whitman se negó. A pesar de su seguridad de que estaba bien, su casa fue vista cubierta de rasguños, con Whitman mismo acurrucado en el suelo en un estado desequilibrado mentalmente. También es visto amenazando con matar a Rebecca con la espada pero permaneció inconsciente del peligro.
Alrededor de este mismo tiempo, Dane volvió a la acción como el líder de Eurofuerza, un equipo de superhéroes europeos. Aunque afirma que no amargarse por haber sido excluido del nuevo equipo de Vengadores del Capitán América, se suponía que el estado mental deteriorado de Dane había sido el motivo por el que le quitaron su membresía.

### Viaje a Weirdworld
Como parte del evento All-New, All-Different Marvel, el Caballero Negro llegó a Weirdworld después de matar a Carnívoro mientras perdía el control de la Espada de Ébano que le provocó a huir de la escena de la muerte de Carnívoro. Al llegar a Weirdworld, mató al rey Zaltin Tar para establecer la Nueva Avalon y construyó un ejército con la ayuda de Escudo y Lanza. El Caballero Negro construye el ejército en previsión de la llegada de la División de Unidad de los Vengadores que busca llevarlo a la justicia. Después de luchar para mantener su cordura, Dane Whitman se ve obligado a luchar contra los Misteriosos Vengadores, dirigidos por el avejentado Steve Rogers, que quieren arrestarlo por matar a un criminal cuando todavía era parte del equipo de Vengadores. Se revela que Whitman entró accidentalmente a Weirdworld, junto con un submarino de Hydra en 1945. Los miembros de Hydra a bordo del submarino se convirtieron en el grupo conocido como los Colmillos de la Serpiente para los habitantes de Weirdworld. Como los Misteriosos Vengadores llegan a detener a Whitman, él une a los ejércitos de la tierra para luchar contra ellos. Finalmente es derrotado y se hace una tregua: Rogers llevará la Espada de Ébano a la Tierra y Whitman será libre para gobernar Nueva Avalon. Sin embargo, Rogers es poseído por la hoja y ataca a sus compañeros. Mientras tanto, el hijo del rey que Whitman derrocó para ser el nuevo señor reúne a los Colmillos de la Serpiente para atacar a Whitman. Después de su derrota, Rogers y el Doctor Vudú están de acuerdo en que la única persona que puede soportar el peaje de la Espada de Ébano es Whitman, y la hoja también lo muestra al no permitir que a Whitman lo hiera su propia espada. Como los Vengadores se van, dejando tras de sí un experto en el Caballero Negro que vino con ellos para cuidar de Whitman, concluye que Whitman había mantenido su cordura mejor de lo que todos habían pensado. Whitman llega a la conclusión de que por ahora gobernar Nueva Avalon es bueno, y la historia termina en un tono ligero, Whitman no siendo perseguido ya que ha sufrido bastante bajo el hechizo de Blade.

### Vuelta a la Actividad Heroica
Durante "Secret Empire", el Caballero Negro regresa a Europa para ayudar a Euroforce a luchar contra los grupos de HYDRA tras su conquista de los Estados Unidos. El grupo es encarcelado por HYDRA hasta que son liberados por los Campeones de Europa.
En el evento "La Guerra de los Reinos", el Caballero Negro, Union Jack y Spitfire son derrotados por Malekith el Maldito. Antes de que pueda matarlos, es atacado por el Capitán Marvel y los War Avengers. Más tarde, ayudó a Punisher y su equipo de matar cuando estaban atacando a los elfos oscuros y algunos trolls.
Durante la historia de "Empyre", el Caballero Negro le dice al Capitán América que se ha centrado en volver a ser un héroe después de luchar contra los Gigantes y los Elfos Oscuros. Se une a otros Vengadores en la lucha contra los Cotati en la Tierra Salvaje.
Más adelante en "Savage Avengers", Dane es contactado por la iteración más despiadada de los más poderosos de la Tierra después de derribar sin ayuda una operación KKK. Fue nominado específicamente por Cain Marko porque necesitaban la ayuda de su Espada de Ébano para matar al dragón Sadurang, un remanente de la Guerra de los Reinos de Malekith.

### Advenimiento de Knull y revelaciones
En algún momento después de que los Vengadores reafirmaron su presencia en el mundo, la Fuerza Fénix descendería después del intento de toma de posesión por parte del Caballero Luna y su deidad protectora Khonshu. Dane estaría entre una serie de otros destinatarios seleccionados por la enigmática entidad cósmica para participar en un torneo para decidir su próximo anfitrión.
Con el inicio del "Rey de Negro", el Caballero Negro tiene las manos ocupadas lidiando con problemas personales derivados de su pérdida de respeto como héroe junto con problemas psicológicos engendrados por llevar la maldita Espada de Ébano. Cuando el dios oscuro Knull descendió sobre la Tierra buscando subsumirla, usó su colmena mental colectiva para invadir el espacio psíquico del héroe caído en un intento de reclamar su espada legendaria de las estrellas. Revelando la verdadera naturaleza de la espada como una hoja malvada que amplifica las cualidades negativas en individuos inexpertos que ya son propensos al odio, la violencia y los aspectos negativos, y no al revés.
La revelación sacude a Whitman hasta la médula, ya que se ve obligado a darse cuenta de que la espada nunca lo corrompió y que Merlín mintió sobre la elegibilidad de los seres de corazón más puro para usarla. Que todas esas veces que se volvió balístico fueron por su propia voluntad, la espada simplemente exacerbó estas cualidades para fortalecerse, ya que esa era su verdadera función.
Sin embargo, con algo de convicción de la joven heroína Aero, Dane es capaz de enfrentarse a tales ideas y aprender a reconocer sus fallas para ayudar a salvar a todo Shanghái de un enclave de dragones simbiontes que toman la forma del boogie man personal de Swordmaster. Aprendiendo a usar su oscuridad interior de tal manera para desbloquear nuevos poderes dentro de su arma característica que nunca antes había aprendido a usar. Después de ayudar a los Vengadores a resolver un problema basado en el misticismo en Central Park, Dane es asesinado sumariamente por un asaltante misterioso que usa la Daga de obsidiana; el arma opuesta de la Espada de Ébano.
Poco tiempo después, el cuerpo del Caballero Negro es llevado de regreso a Inglaterra, donde Jackie Chopra lo resucita inesperadamente mediante una ofrenda de sangre al acero encantado; un aficionado a la historia artúrica que había contratado como enlace para comprender mejor su historia familiar.
Whitman tiene un ataque de pánico mientras los dos almuerzan debido al trauma de morir y resucitar. Después de despedir a su terapeuta sucedáneo por un tiempo, decide ponerse en contacto con su predecesor, Sir Percy, para preguntarle cómo sucedió. Se reveló que hay muchos poderes ocultos que posee la Espada de Ébano de los que el antepasado de Dane no le había hablado. Uno de esos casos es que aquellos de la línea de sangre noble de Arthur pueden recurrir al poder de la auto-recuperación en caso de que perezcan en la batalla.
Pero antes de que el espíritu pueda revelar cómo murió a pesar de este aspecto del arma, la cazadora de monstruos Elsa Bloodstone irrumpe en la casa de Dane; otro "Avengers Adjacent" que había estado siguiendo una serie de asesinatos relacionados con Dane y su reliquia de ébano. El conflicto es interrumpido rápidamente por Jackie, quien regresa después de encontrar los restos mutilados de su profesor de historia. Jackie explica que ha tenido visiones del pasado desde que tocó la espada de ébano de Dane, y todos se dan cuenta de que las reliquias creadas a partir de la misma piedra estelar que engendró la legendaria madeja en primer lugar no fueron destruidas en su creación inicial.

## Poderes y habilidades
El Caballero Negro fue originalmente un ser humano atlético normal sin poderes sobrehumanos. Mientras compartía el gann josin con Sersi, su fuerza, velocidad, y otras habilidades físicas fueron ligeramente mejoradas. Tras romperse el enlace gann josin, Whitman volvió a ser un ser humano normal. Como parte de su nuevo papel como el Pendragón, sin embargo, Whitman ha adquirido habilidades místicas de menor importancia, tales como la capacidad de ver a través de las ilusiones místicas viendo "más allá de lo mundano."
Whitman es un excelente espadachín cuyas habilidades le han permitido equiparar a Espadachín en combate. También es un excelente luchador en general, capaz de mantenerse firme frente a combatientes expertos como el Capitán América y Wolverine. También es un experto jinete. Además, Whitman comenzó como un científico, aunque especializado en la física (después de haber ganado un título de maestría en física), que es competente en una amplia gama de ciencias y tecnologías avanzadas, incluyendo ingeniería genética y mecánica, y continúa acercándose a las cosas de una perspectiva a menudo más científicas, a pesar de sus vínculos con el mundo de la magia. También ha demostrado buenas habilidades de liderazgo como líder tanto de Los Vengadores como Ultrafuerza. Él tiene fuertes habilidades estratégicas y tácticas.

## Armas y equipo
Whitman ha pasado por varios conjuntos diferentes de equipo desde su creación.

### Armamentos místicos

#### Espada Ébano
Whitman finalmente obtuvo la Espada Ébano, un arma que había sido transmitida a través de las eras de uno de sus antepasados a otro. A pesar de que era muy poderosa, lleva una maldición dañina que causó que Whitman la abandonara. A partir de New Excalibur #10, Whitman ganó la posesión de una Espada Ébano falsa.

#### Excálibur
Durante un tiempo, Dane Whitman también retuvo el legendario acero que pertenecía al propio monarca de Camelot en sus batallas contra el malvado mago oscuro Necromon en la publicación de cómics de Old Hulk (Reino Unido) # 42-63, pero luego fue entregado a un Rey Arturo renacido una vez que dicho conflicto había sido absuelto.

### Equipamiento científico
Whitman se convirtió en el Caballero Negro para expiar los crímenes que su tío Nathan Garrett había cometido con el nombre. Empezó con las armas no mágicas de su tío, como una lanza de energía que disparaba ráfagas de energía, una, y Aragorn, un caballo blanco volador creado artificialmente.

#### Lanza de poder
Un invento de su difunto tío Garrett. Dane haría uso del antiguo arma característica de los Caballeros Negros diseñada a través de su experiencia en automatización mecánica como una alternativa al uso de la Espada Ébano por un tiempo. Tomando la apariencia de un eje de justas típico, la lanza de poder es en realidad una maravilla de la artesanía tecnológica tachonada con numerosos armamentos y artilugios modernos.

#### Espada neural
Después de abandonar la Espada de Ébano, Whitman diseñó y construyó una espada neuronal. La espada neural parece estar hecha de un rayo láser y atraviesa la materia no viviente. Su hoja "láser" es en realidad un disruptor neuronal cuando se usa contra los seres vivos; cuando Whitman corta a alguien con la espada, ofrece una sacudida masiva para el sistema nervioso central del ser. Esta sacudida suele ser suficiente para incapacitar a una persona dentro de pocos golpes. Alternativamente, Whitman puede revertir la corriente de energía de la espada neuronal para que recubra la empuñadura y, por extensión, el puño de Whitman en un campo de alta energía. Usar la espada de esta manera le permite a Whitman perforar con un cierto grado no especificado de una mayor fuerza. La espada neuronal también crea un campo de refracción usado para defenderse de los ataques basados en la energía.

#### Escudo de fotones
Durante un breve período mientras estaba al servicio de MI: 13, Dane también adoptó un escudo de energía de luz dura similar a los utilizados en el pasado por el Capitán América y U.S. Agent.

### Instalaciones Avalonianas
En la serie Héroes de Alquiler, la Dama del Lago nombró a Whitman el Pendragón de la era actual y le dio un amuleto. Cuando Whitman dice la palabra "Avalon" mientras lleva puesto el amuleto, obtiene lo siguiente:
Armadura: La armadura que Whitman lleva actualmente ha sido descrita como mística. Se dice que es sobrenaturalmente resistente por su peso ligero, pero la información específica sobre la durabilidad de la armadura es escasa.
Strider: Strider es una criatura mística como Valinor, pero en vez de ser modificado genéticamente como Aragorn, es el único que posee poderes místicos propios. Más notablemente, Strider alcanza velocidades mucho mayores que cualquiera de las monturas anteriores de Whitman; es fácilmente capaz de romper la barrera del sonido. Whitman puede convocar verbalmente a Strider para que aparezca a su lado o volver a Avalon a su antojo. Mientras monta a Strider, Whitman se protege mágicamente de cualquier ambiente agresivo, tales como las profundidades del océano.
Escudo de la Noche: El Escudo de la Noche es un escudo de lágrima místico; no solo lo protege de la mayoría de los ataques, también absorbe la energía de las fuerzas dirigidas hacia él. Puede liberar esa energía almacenada en forma de explosiones de energía de su espada, la Espada de la Luz. Whitman lo ha usado para bloquear y absorber la energía de todo, desde las explosiones explosivas de Nitro, fuego y golpes de puño.
Espada de la Luz: La Espada de la Luz es una espada mística capaz de proyectar la energía absorbida por el Escudo de la Noche en explosiones del mismo tipo de energía. También es supernaturalmente resistente y puede atravesar casi cualquier sustancia.
Mientras Whitman sigue teniendo acceso a Strider y la armadura mística, no se le ha visto con el Escudo de la Noche o la Espada de la Luz durante algún tiempo. Ha adoptado un escudo fotónico similar a los utilizados en el pasado por el Capitán América y U.S.Agent.

### Misceláneo
Whitman también ha empleado un caballo atómico, usado típicamente por los Caballeros de Wundagore del Alto Evolucionador, en lugar de un caballo volador.

## Otras versiones

### Marvel Zombies
Whitman aparece como una versión zombi de sí mismo en Marvel Zombies, en el one-shot Dead Days. Se le puede ver luchando contra Thor en una batalla entre los habitantes vivos y muertos del Universo Marvel en Nueva York.

### Ultimate Marvel
En la realidad Ultimate Marvel, Dane Whitman, el segundo Caballero Negro aparece en las páginas de Ultimate Comics: Ultimates como miembro de un equipo de Ultimates que precedió al actual por casi una década. Esta versión de Dane Whitman era un cabo de la Infantería de Marina. Después de salvar la vida de sus compañeros de un explosivo en Bagdad, recibió la insignia del Corazón Púrpura, la Estrella de Plata y la Medalla de Honor, pero fue dejado tetrapléjico. Como el Caballero Negro, es muy inestable y se evitó que se una oficialmente al equipo hasta que se estabilizó. Esto nunca sucedió ya que el equipo estropeó la misión y el proyecto fue cerrado inmediatamente. Más tarde, el proyecto fue restablecido por un gobernador corrupto de California que los envió a luchar contra los Ultimates.

### Proctor
Proctor es la versión de la Tierra-374 de Dane Whitman.

## En otros medios

### Televisión
- Dane Whitman hace un cameo en The Avengers: Earth's Mightiest Heroes episodio "Viene el Conquistador". Se le ve protegiendo Londres de un ataque de las fuerzas de Kang el Conquistador.

### Cine
- Dane Whitman es interpretado por Kit Harington en el Marvel Cinematic Universe, debutando en la película Eternals (2021).[85] Esta versión es un profesor de historia del Museo de Historia Natural de Londres y esta en una relación romántica con la Eterna Sersi. Después de enterarse de la historia de Sersi y su especie con los Deviants y un ataque Deviant en Inglaterra, Sersi es secuestrada por Arishem. Para salvarla, Dane decidió utilizar una reliquia familiar, la Espada Ébano.

### Videojuegos
- El Caballero Negro es un personaje jugable en el juego de arcade de 1995 Avengers in Galactic Storm.
- El Caballero Negro es un personaje jugable en el juego de Facebook Marvel: Avengers Alliance.
- El Caballero Negro es un personaje jugable en el paquete DLC de los Amos del Mal de Lego Marvel's Avengers.[86]